# 中国人民政治协商会议河南省委员会
中国人民政治协商会议河南省委员会，简称河南省政协，成立于1955年2月，是中国人民政治协商会议在河南省的地方组织机构，其主要职能是政治协商、民主监督、参政议政。

## 历史沿革
1950年4月17日，河南省首届各界人民代表会议第一次全体代表会议在开封市召开，选举产生了河南省各界人民代表会议协商委员会（简称河南省协商委员会），作为河南省各界人民代表会议闭会期间的常设机构。1951年1月18日，平原省首届各界人民代表会议第一次全体代表会议在新乡市召开，选举产生了平原省各界人民代表会议协商委员会（简称平原省协商委员会），作为平原省各界人民代表会议闭会期间的常设机构。
1952年底，平原省被撤销，新乡、安阳2市及新乡、安阳、濮阳3专区划归河南省。平原省协商委员会部分委员加入到河南省协商委员会。
根据《中华人民共和国宪法》和《中国人民政治协商会议章程》，1955年2月7日至9日，中国人民政治协商会议河南省第一届委员会第一次全体会议在郑州市召开，标志着中国人民政治协商会议河南省委员会（简称河南省政协）的正式成立。
1966年文化大革命开始以后，河南省政协和各市县委员会都被迫停止活动。1977年11月26日至12月8日，中国人民政治协商会议河南省第四届委员会第一次会议在郑州市召开，标志着省政协组织的正式恢复。

## 机构设置
办公厅
- 研究室
- 秘书处
- 宣传处
- 人事处
- 行政处
- 接待处
- 保卫处
- 机关党委
- 离退休干部工作处

专门委员会
政协第十二届河南省委员会设有以下专门委员会：
- 提案委员会
- 经济委员会
- 农业和农村委员会
- 人口资源环境委员会
- 教科卫体委员会
- 社会和法制委员会
- 民族和宗教委员会
- 港澳台侨和外事委员会
- 文化和文史委员会
- 委员联络委员会

## 历届委员会

### 河南省协商委员会常务委员会
- 任期：1950年4月－1955年1月
- 主席：张玺（1950年4月－1952年11月） → 潘复生
- 副主席：刘杰、刘积学、王毅斋、任芝铭
- 秘书长：刘鸿文

### 第一届
- 任期：1955年2月－1959年2月
- 主席：潘复生
- 副主席：杨蔚屏、王国华、侯连瀛、王毅斋、刘鸿文、高镇五、刘积学、任芝铭、田丰、张仲鲁
- 秘书长：张剑石

### 第二届
- 任期：1959年2月－1964年9月
- 主席：吴芝圃 → 刘建勋
- 副主席：杨蔚屏、刘鸿文、刘晏春、王国华、田丰、高镇五、任芝铭、李赋都、杜孟模、刘仰峤
- 秘书长：赵致平

### 第三届
- 任期：1964年9月－1966年
- 主席：刘建勋
- 副主席：杨蔚屏、刘鸿文、刘名榜、刘晏春、王国华、田丰、高镇五、任芝铭、李赋都、杜孟模
- 秘书长：赵致平

### 第四届
- 任期：1977年12月－1983年4月
- 主席：刘建勋 → 赵文甫
- 副主席：胡立教、刘鸿文、赵文甫、刘名榜、张柏园、吴绍骙、彭笑千、王化云、霍秉权、李赋都、郭培鋆、董民声、叶仁寿、周骏鸣、齐文俭、余克勤、金少英、张轸、崔子明、张增敬、刘希程、荣玉德
- 秘书长：朱轮 → 金少英（兼）

### 第五届
- 任期：1983年4月－1988年1月
- 主席：王化云 → 宋玉玺（1985年6月－）
- 副主席：宋玉玺、李福祥、齐文俭、张柏园、董民声、叶仁寿、金少英、郝福鸿、刘希程、荣玉德、左明生、任访秋、段宗三、丁轸宇、阎济民（1985年6月－）、崔光华（1985年6月－）、任雷远（1985年6月－）、屠家骥（1985年6月－）

### 第六届
- 任期：1988年1月－1993年4月
- 主席：阎济民
- 副主席：赵正夫、魏钦公、董民声、叶仁寿、刘希程、左明生、任访秋、段宗三、丁轸宇、屠家骥、李润田、刘玉洁（1989年4月－）

### 第七届
- 任期：1993年4月－1998年1月
- 主席：林英海
- 副主席：胡悌云、刘玉洁、左明生、屠家骥、胡树俭、姚如学、朱书泉、梅养正、邵令方

### 第八届
- 任期：1998年1月－2003年1月
- 主席：林英海
- 副主席：姚如学、张国荣、郭国三、胡廷积、梅养正、杨显明、杨光喜、冯宏顺、张汉英、张广兴、张玉麟、李清彪（1998年9月－）

### 第九届
- 任期：2003年1月－2008年1月
- 主席：范钦臣
- 副主席：张涛、张汉英、张广兴、张玉麟、陈义初、毛增华、曹策问、刘其文、赵江涛
- 秘书长：余保江

### 第十届
- 任期：2008年1月－2013年1月
- 主席：王全书[4]
- 副主席：王训智、靳绥东、邓永俭、袁祖亮、王平、李英杰、龚立群、梁静、张亚忠
- 秘书长：张秉义

### 第十一届
- 任期：2013年1月－2018年1月
- 主席：叶冬松[5]
- 副主席：邓永俭、李英杰、龚立群、梁静、张亚忠、高体健、靳克文、张维宁
- 秘书长：郭俊民

### 第十二届
- 任期：2018年1月－2023年1月
- 主席：刘伟[6]
- 副主席：钱国玉（－2021年1月）、李英杰、龚立群（－2022年1月）、张亚忠、高体健、周春艳、谢玉安、张震宇、刘炯天、朱焕然（2021年1月－）、戴柏华（2022年1月－）、霍金花（2022年1月－）
- 秘书长：王树山（－2020年9月）、汪中山（2021年1月－）

### 第十三届
- 任期：2023年1月－
- 主席：孔昌生
- 副主席：张震宇、朱焕然、戴柏华、霍金花、谢玉安、刘炯天（－2025年1月）、王战营（2025年1月－）、孙运锋（2025年1月－）
- 秘书长：汪中山